# Beschotenweg
Beschotenweg is een dorp in het Duitse deel van het Reiderland. 
Het maakt deel uit van de gemeente Weener, en ligt 2 km ten westen van de stad van die naam. Beschotenweg ligt tussen Bunde en Möhlenwarf. De A31 doorkruist het dorp. Afrit 13 naar de Bundesstraße 436 ligt dichtbij Beschotenweg.

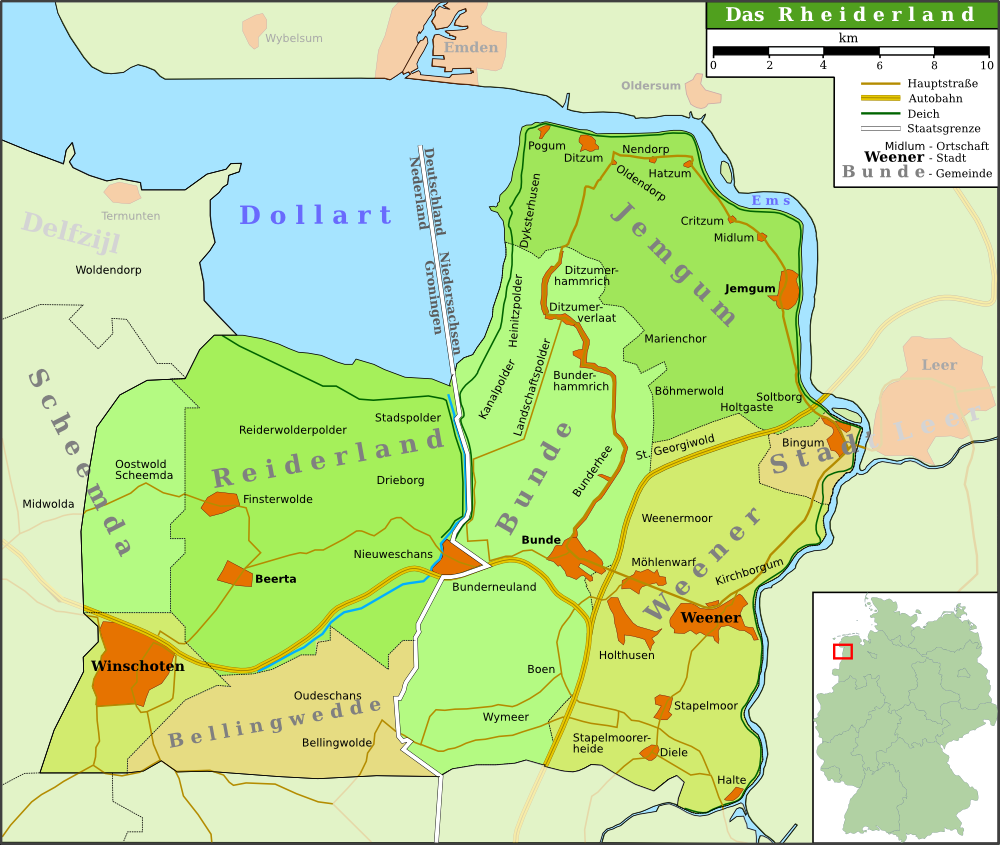
Kaart van het Reiderland; Weener rechts onderaan

- Gemeinsame Normdatei: 4460245-5
- Virtual International Authority File: 245822105